# Flugplatzrennen Tulln-Langenlebarn

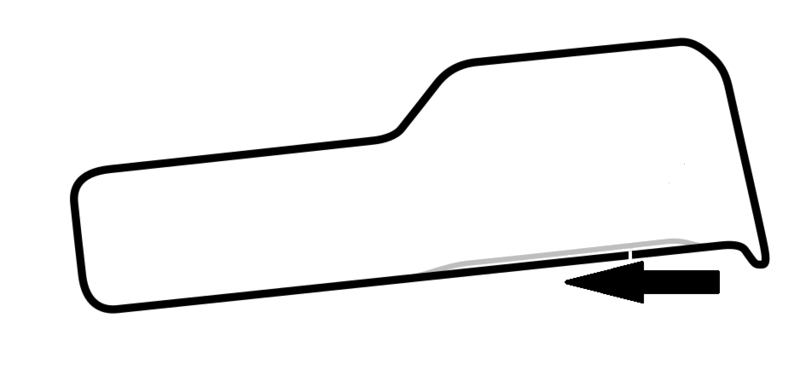
Flugplatzrennen Tulln-Langenlebarn

Das Flugplatzrennen Tulln-Langenlebarn am heutigen Fliegerhorst Brumowski in Langenlebarn, Niederösterreich, war eine zwischen 1966 und 1979 ausgetragene Motorsportveranstaltung. An den durchgeführten Rennen nahmen Fahrzeuge zahlreicher Rennklassen teil, darunter Interserie, Formel V, Formel Ford, Tourenwagen, Formel 2. Auch Motorradrennen fanden auf dem Kurs statt. Die Formel-2-Rennen ab der Saison 1967 zählten zur Formel-2-Europameisterschaft. Daran nahmen ehemalige Rennsportgrößen wie Niki Lauda, Jack Brabham, Jim Clark, Jochen Rindt, Jacky Ickx oder Ronnie Peterson teil. Nach dem tödlichen Unfall Jochen Rindts beim Großen Preis von Italien 1970 fand das Rennen in Langenlebarn in den Jahren 1970 und 1971 als Jochen-Rindt-Gedächtnis-Rennen statt. Ein drittes Jochen-Rindt-Memorial übersiedelte 1972 auf den Österreichring nach Spielberg. Nach siebenjähriger Unterbrechung fanden in den Jahren 1978 und 1979 weitere Rennen in Langenlebarn statt, jedoch nur noch für Motorräder.

## Strecke
Der Militärflugplatz Tulln-Langenlebarn war unter Motorsportlern im Wiener Raum eine begehrte Lokalität für mögliche Motorsportveranstaltungen. Ähnlich dem Militärflugplatz Zeltweg (Großer Preis von Österreich) wurde eine Rennstrecke in Tulln-Langenlebarn herbeigesehnt. Nach langen Verhandlungen mit dem Bundesheer gab dieses schließlich den Flugplatz für Rundrennen frei und der Z.V. Motorrad des ÖAMTC agierte als Veranstalter des Flugplatzrennens Tulln-Langenlebarn. Eine Runde auf dem Kurs ist 2,7 Kilometer lang, wobei die Betonlandepiste, zugleich Start- und Zielgerade, 1,1 Kilometer misst. Die Mindestbreite der Rennstrecke beträgt 12 Meter. Die Verbindungsstücke vor den Hangars waren mit einem Rauhbelag versehen.

## Formel-2-Rennen

### Saison 1967
Das Rennen im Rahmen der Formel-2-Europameisterschaft 1967 fand am 16. Juli statt und war damit erstmals Teil der Formel-2-Europameisterschaft. Aufgrund limitierter finanzieller Ressourcen seitens des Veranstalters wurden nur vier graded drivers eingeladen. Diese hauptsächlich aus der Formel 1 kommenden Fahrer nahmen rein aus finanziellen Gründen an diesen Rennen teil, da sie nicht um Meisterschaftspunkte in der Formel 2 mitfahren durften. Bei diesen vier Fahrern handelte es sich um Graham Hill, Jim Clark, Jack Brabham und Jochen Rindt. Sie reisten erst am Tag des Rennens an und hatten vor dem Rennen noch ein eineinhalb Stunden langes Nachtraining um den mit Strohballen umrandeten Kurs erstmals kennenzulernen.
Jean-Pierre Beltoise erzielte im Training am Samstag jedoch die schnellste Trainingszeit (1'05.30'') und startete am Sonntag aus der Pole-Position. Das Rennen startete um 16 Uhr. Jochen Rindt übernahm in seinem Winkelmann Brabham Rennwagen bald die Führung im Rennen und lieferte sich ein enges Rennen mit Jack Brabham, der ihn früh im Rennen überholte und die Führung übernahm. Diese konnte er aufgrund von Problemen mit der Kraftstoff-Druckleitung an seinem Brabham Fahrzeug allerdings nur für eine Runde lang halten. Dennoch lieferten sich Rindt und Brabham bis zum Schluss ein enges Rennen, das Rindt mit ca. einer Sekunde Vorsprung nach etwas unter einer Stunde Rennzeit gewann. Beltoise mit seinem Matra wurde dritter und sicherte sich seine ersten 9 Punkte für die Formel-2-Meisterschaft. Der vierte Rang war das gesamte Rennen über äußerst umkämpft und ging an Frank Gardner (Brabham) vor Jacky Ickx (Tyrrell) und Graham Hill (Lotus), der Probleme mit der Kupplung hatte. Für das Team Lotus war das Rennen trotz Hills sechstem Platz äußerst enttäuschend verlaufen. Jim Clark konnte das Rennen, mit schnellster Rennrunde (1'04.24"), nach einem Reifenschaden nicht beenden, Jackie Oliver beendete aufgrund von Problemen mit der Kraftstoffeinspritzung das Rennen mit sechs Runden Rückstand nur als 14. und Vorletzter. Von 19 gestarteten Teilnehmern erreichten 15 das Ziel. In der Formel-2-Gesamtwertung übernahm Gardner mit seinem vierten Platz die Führung vom bis dahin führenden Alan Rees, der aufgrund gesundheitlicher Probleme im hinteren Bereich des Klassements landete.
| Position | Fahrer               | Nummer | Team                            | Fahrzeug     | Zeit                  |
| -------- | -------------------- | ------ | ------------------------------- | ------------ | --------------------- |
| 1        | Jochen Rindt         | 8      | Roy Winkelmann Racing           | Brabham BT23 | 54'44.40"             |
| 2        | Jack Brabham         | 1      | Motor Racing Developments Ltd.  | Brabham BT23 | 54'45.80"             |
| 3        | Jean-Pierre Beltoise | 17     | Matra Sports                    | Matra MS5    | 55'07.54"             |
| 4        | Frank Gardner        | 2      | Motor Racing Developments Ltd.  | Brabham BT23 | 55'21.79"             |
| 5        | Jacky Ickx           | 16     | Tyrrell Racing Organisation     | Matra MS7    | 55'23.61"             |
| 6        | Graham Hill          | 4      | Team Lotus                      | Lotus 48     | 55'30.65"             |
| 7        | Chris Irwin          | 12     | Lola Cars                       | Lola T100    | 55'36.86"             |
| 8        | Johnny Servoz-Gavin  | 18     | Matra Sports                    | Matra MS5    | 54'54.93" (+1 Runde)  |
| 9        | Piers Courage        | 19     | John Coombs                     | McLaren M4A  | 55'27.35" (+1 Runde)  |
| 10       | Alan Rollinson       | 10     | Gerard Cooper Racing            | Cooper T84   | 55'15.66" (+2 Runden) |
| 11       | Alan Rees            | 9      | Roy Winkelmann Racing           | Brabham BT23 | 55'28.24" (+2 Runden) |
| 12       | Walter Habegger      | 15     | Midland Racing Team             | Lotus 41C    | 55'12.54" (+5 Runden) |
| 13       | Ian Raby             | 20     | Ian Raby                        | Brabham BT14 | 55'15.19" (+5 Runden) |
| 14       | Jackie Oliver        | 5      | Lotus Racing                    | Lotus 41B    | 54'58.71" (+6 Runden) |
| 15       | John Cardwell        | 11     | Gerard Cooper Racing            | Cooper T82   | 55'41.07" (+9 Runden) |
| DNF      | Paul Blum            | 14     | Midland Racing Team             | Brabham BT10 |                       |
| DNF      | Bruno Frey           | 21     | Midland Racing Team             | Brabham BT18 |                       |
| DNF      | Robin Widdows        | 6      | Witley Racing Syndicate         | Brabham BT23 |                       |
| DNF      | Jim Clark            | 3      | Team Lotus                      | Lotus 48     |                       |
| DNQ      | Gerhard Krammer      | 22     | Auto Sport Club Schartner-Bombe | Brabham BT9  |                       |
| DNQ      | Philip Robinson      | 7      | William A. Jones                | Alexis Mk 8  |                       |

Fett: Fahrer mit graded Status; Fahren in Formel 1 und erhalten keine Punkte für Formel-2-Gesamtwertung

### Saison 1968
Das Rennen im Rahmen der Formel-2-Europameisterschaft 1968 fand am 14. Juli statt. Im Gegensatz zur Vorjahr, wo das Rennen innerhalb von durchgefahrenen 50 Runden beendet wurde, gab es 1968 eine Änderung: es wurden zwei mal 35 Runden gefahren, wobei die Endzeiten beider Läufe zu einer Gesamtzeit addiert wurden. Der erste Lauf ist um 14:15 gestartet, der zweite um 16 Uhr. In der Formel-2-Gesamtwertung führte vor dem Rennen Beltoise (27 Punkte) klar vor Henri Pescarolo (10 Punkte).
Auch im zweiten Jahr des Formel-2-Flugplatzrennens Tulln-Langenlebarn konnte Jochen Rindt den Sieg davontragen. Er holte tags zuvor mit der schnellsten Trainingslaufzeit (1'03.27'') auch die Pole-Position. Der Sieg war insofern von Bedeutung, da sein siegreicher Winkelmann Racing Brabham BT23C erstmals in der Formel-2-Geschichte Spoiler verwendete. Rindt gewann beide Läufe souverän (auch mit schnellster Rennrunde von 1'03.20''), jeweils vor den beiden Franzosen Beltoise und Pescarolo (beide auf Matra). Kurt Ahrens (Brabham BT23C) wurde jeweils vierter. Die große Überraschung des Rennens war der Sieger der italienischen Formel-3-Meisterschaft Ernesto Brambilla. Er wurde in seinem ersten Rennen mit dem Brabham BT23 gesamt sechster. Beide Ferrari (Derek Bell und Chris Amon) hatten mit Getriebeproblemen zu kämpfen.
| Position | Fahrer               | Nummer | Team                        | Fahrzeug            | Zeit                    |
| -------- | -------------------- | ------ | --------------------------- | ------------------- | ----------------------- |
| 1        | Jochen Rindt         | 1      | Roy Winkelmann Racing       | Brabham BT23C       | 1:15'24.63"             |
| 2        | Jean-Pierre Beltoise | 3      | Matra Sports                | Matra MS7           | 1:15'57.15"             |
| 3        | Henri Pescarolo      | 4      | Matra Sports                | Matra MS7           | 1:16'18.01"             |
| 4        | Kurt Ahrens          | 10     | Caltex Racing Team          | Brabham BT23C       | 1:16'31.38"             |
| 5        | Jackie Oliver        | 19     | Team Lotus                  | Lotus 48            | 1:17'03.22"             |
| 6        | Ernesto Brambilla    | 16     | Scuderia Picchio Rossa      | Brabham BT23        | 1:17'22.10"             |
| 7        | Derek Bell           | 6      | Ferrari S.p.A.              | Ferrari Dino 166 F2 | 1:17'19.49" (+1 Runde)  |
| 8        | Frank Gardner        | 8      | McLaren Racing              | McLaren M4A         | 1:16'29.30" (+2 Runden) |
| 9        | Günter Huber         | 11     | Squadra Tartaruga           | Brabham BT23        | 1:16'48.87" (+2 Runden) |
| 10       | Corrado Manfredini   | 15     | Scuderia Picchio Rossa      | Brabham BT23C       | 1:15'53.24" (+4 Runden) |
| 11       | Mike Beckwith        | 17     | David Bridges Racing        | Lola T100           | 1:16'49.96" (+4 Runden) |
| NC       | Chris Amon           | 5      | Ferrari S.p.A.              | Ferrari Dino 166 F2 | 62 Runden               |
| NC       | Brian Hart           | 18     | Church Farm Racing          | Brabham BT23C       | 46 Runden               |
| NC       | Graham Hill          | 22     | Team Lotus                  | Lotus 48            | 42 Runden               |
| NC       | Piers Courage        | 20     | Frank Williams Racing Cars  | Brabham BT23C       | 39 Runden               |
| NC       | Chris Lambert        | 21     | London Racing Team          | Brabham BT23C       | 33 Runden               |
| NC       | Robin Widdows        | 9      | McLaren Racing              | McLaren M4A         | 19 Runden               |
| NC       | Silvio Moser         | 14     | Charles Vögele Racing Team  | Tecno 68            | 1 Runde                 |
| NC       | Alan Rees            | 2      | Roy Winkelmann Racing       | Brabham BT23C       | 1 Runde                 |
| DNS      | Gerhard Krammer      | 12     | Valvoline RAR Team          | Brabham BT9         |                         |
| DNA      | Jackie Stewart       | 7      | Tyrrell Racing Organisation | Matra MS7           |                         |
| DNA      | Jacky Ickx           | 5      | Ferrari S.p.A.              | Ferrari Dino 166 F2 |                         |

Fett: Fahrer mit graded Status; Fahren in Formel 1 und erhalten keine Punkte für Formel-2-Gesamtwertung

### Saison 1969
Das Rennen im Rahmen der Formel-2-Europameisterschaft 1969 fand am 13. Juli statt. Der Modus aus dem Vorjahr, mit 2×35 Runden, wurde auch in diesem Jahr beibehalten. Die Ausgangslage vor dem Rennen offenbarte ein knappes Duell in der Gesamtwertung zwischen Hubert Hahne (24 Punkte) und Johnny Servoz-Gavin (22 Punkte). Fahrer mit graded Status fuhren erneut nur um Preisgeld, nicht jedoch um Meisterschaftspunkte für die Gesamtwertung in der Formel-2-Europameisterschaft. Servoz-Gavin ging in Tulln-Langenlebarn allerdings nicht an den Start, sondern fuhr seinen Matra bei einem Rennen in den USA. Am Tag vor dem Rennen verunglückte Bill Ivy während des Trainings für den Großen Preis der DDR tödlich.
Das Training fand am Samstag, den 12. Juli 1969, in zwei Läuften statt. Das erste Training startete um 14 Uhr, das zweite um 17 Uhr. Wie im Jahr zuvor holte auch 1969 Jochen Rindt die Pole-Position mit einer Zeit von 1'02.10''. Nachdem das letztjährige Rennen eine überaus deutliche Angelegenheit für Rindt war, war das Rennen 1969 sehr viel knapper. Vor allem Jackie Stewart auf seinem Matra MS7 war in beiden Läufen nur sehr knapp hinter Rindt (der mit 1'02.0'' die schnellste Rennrunde hatte). Rindt, Stewart, Graham Hill und Peter Westbury (auf seinem privaten Brabham) lieferten sich zu Beginn des zweiten Laufs ein sehr spannendes Rennen. Die ersten drei trennten nur 0,3 (Stewart) bzw. 1,2 Sekunden (Hill). Westbury musste kurz vor Rennende aufgrund eines Motorschadens aufgeben. Rindt gewann damit alle bisherigen Rennen in Tulln-Langenlebarn. In der Gesamtwertung baute Hahne auf BMW mit seinem 7. Gesamtrang die Führung aus. Insgesamt kamen 11 Fahrer in das Endklassement.
| Position | Fahrer               | Nummer | Team                            | Fahrzeug      | Zeit        |
| -------- | -------------------- | ------ | ------------------------------- | ------------- | ----------- |
| 1        | Jochen Rindt         | 2      | Roy Winkelmann Racing           | Lotus 59B     | 1:13'22.02" |
| 2        | Jackie Stewart       | 3      | Matra Sports                    | Matra MS7     | 1:13'24.64" |
| 3        | Graham Hill          | 1      | Roy Winkelmann Racing           | Lotus 59B     | 1:13'42.12" |
| 4        | Jean-Pierre Beltoise | 4      | Matra Sports                    | Matra MS7     | 1:13'59.74" |
| 5        | François Cevert      | 11     | Tecno Racing Team               | Tecno 68      | 1:14'33.40" |
| 6        | Nanni Galli          | 10     | Tecno Racing Team               | Tecno 68      | 1:14'45.39" |
| 7        | Hubert Hahne         | 5      | BMW                             | BMW 269       | 69 Runden   |
| 8        | Xavier Perrot        | 19     | Squadra Tartaruga               | Brabham BT23C | 69 Runden   |
| 9        | Peter Westbury       | 18     | F.I.R.S.T.                      | Brabham BT30  | 64 Runden   |
| 10       | Werner Lindenmann    | 21     | Montan Racing Team              | Brabham BT23  | 63 Runden   |
| 11       | Jonathan Williams    | 16     | De Tomaso                       | De Tomaso 103 | 61 Runden   |
| NC       | Günter Huber         | 17     | Paul Watson Racing              | Tecno 69      | 49 Runden   |
| NC       | Brian Hart           | 20     | Bob Gerard                      | Brabham BT23C | 47 Runden   |
| NC       | Dieter Quester       | 6      | BMW                             | BMW 269       | 19 Runden   |
| NC       | Henri Pescarolo      | 7      | Matra Sports                    | Matra MS7     | 2 Runden    |
| NC       | Kurt Ahrens          | 9      | Ahrens Racing Team              | Brabham BT30  | 1 Runde     |
| NC       | Enzo Corti           | 12     | Scuderia Picchio Rossa          | Brabham BT23  | 0 Runden    |
| DNS      | Éric Offenstadt      | 14     | Constructions Mécaniques Pygmée | Pygmée MDB12  |             |
| DNA      | Johnny Servoz-Gavin  | 4      | Matra Sports                    | Matra MS7     |             |
| DNA      | Patrick Dal Bo       | 15     | Constructions Mécaniques Pygmée | Pygmée MDB12  |             |
| DNA      | Bill Ivy             | 22     | Paul Watson Racing              | Brabham BT23C | †           |
| DNA      | Robin Widdows        | 20     | Bob Gerard                      | Brabham BT23C |             |

Fett: Fahrer mit graded Status; Fahren in Formel 1 und erhalten keine Punkte für Formel-2-Gesamtwertung

### Saison 1970
Überschattet war das Rennwochenende vom plötzlichen Unfalltod Jochen Rindts während des Trainings für den Großen Preis von Italien 1970 am 5. September. Das Flugplatzrennen Tulln-Langenlebarn im Rahmen der Formel-2-Europameisterschaft 1970 fand nur eine Woche später statt. Ihm zu Ehren wurde das Rennen fortan auch als Jochen-Rindt-Gedächtnis-Rennen geführt.
Das Training fand am Samstag, den 12. September 1970, in zwei Läufen statt (14 und 16:30 Uhr). Pole-Position holte Clay Regazzoni in 1'01.50''. Das Rennen am 13. September 1970 startete um 13:45 mit dem 1. Lauf, der 2. Lauf startete um 15:30. Gefahren wurden 2×35 Runden à 2,86 Kilometer (200,2 Kilometer). Der erste Lauf ging sehr deutlich an Regazzoni, gefolgt von Jack Brabham und Jacky Ickx. Regazzoni profitierte dabei auch vom äußerst leistungsfähigen Tecno Cosworth-FVA-Motor, der eine Drehzahl von 11.000/min erzielte, und damit um 1.000 mehr als herkömmliche FVAs. Im zweiten Lauf schied Regazzoni allerdings in Führung liegend nach nur 4 Runden aufgrund eines Motorschadens aus. François Cevert, der in einem nahezu identen Tecno 70 wie Regazzoni saß, gewann den zweiten Lauf, wurde in der Gesamtwertung allerdings nur dritter (nach einem fünften Rang in Lauf 1). Er erzielte auch die schnellste Rennrunde (1'01.60''). Der Kampf um den Gesamtsieg verlief äußerst spannend. Bis eine Runde vor Schluss sah Brabham wie der sichere Sieger aus, ehe er aufgrund eines Problems mit der Kraftstoffeinspritzung Ickx an sich vorbeiziehen lassen musste und schließlich um vier Sekunden den Gesamtsieg verpasste. Jacky Ickx gewann damit erstmal das Flugplatzrennen Tulln-Langenlebarn.
| Position | Fahrer             | Nummer | Team                              | Fahrzeug     | Zeit        |
| -------- | ------------------ | ------ | --------------------------------- | ------------ | ----------- |
| 1        | Jacky Ickx         | 9      | BMW                               | BMW 270      | 1:13'45.82" |
| 2        | Jack Brabham       | 7      | John Coombs                       | Brabham BT30 | 1:13'49.68" |
| 3        | François Cevert    | 4      | Tecno Racing Team                 | Tecno 70     | 1:14'17.68" |
| 4        | Derek Bell         | 12     | Wheatcroft Racing                 | Brabham BT30 | 1:14'39.12" |
| 5        | Ronnie Peterson    | 16     | Malcolm Guthrie Racing            | March 702    | 1:14'15.50" |
| 6        | Vittorio Brambilla | 16     | North Italian Racing Developments | Brabham BT23 | 69 Runden   |
| 7        | Tetsu Ikuzawa      | 13     | Tetsu Ikuzawa Racing Partnership  | Lotus 69     | 69 Runden   |
| 8        | Alistair Walker    | 15     | Alistair Walker Racing            | Brabham BT30 | 68 Runden   |
| 9        | Xavier Perrot      | 20     | Squadra Tartaruga                 | March 702    | 68 Runden   |
| 10       | Ernesto Brambilla  | 23     | North Italian Racing Developments | Brabham BT30 | 67 Runden   |
| 11       | Jo Siffert         | 8      | BMW                               | BMW 270      | 57 Runden   |
| 12       | Peter Westbury     | 14     | F.I.R.S.T.                        | Brabham BT30 | 47 Runden   |
| 13       | Jean Max           | 5      | Tecno Racing Team                 | Tecno 69     | 46 Runden   |
| NC       | Clay Regazzoni     | 3      | Tecno Racing Team                 | Tecno 70     | 39 Runden   |
| NC       | Rolf Stommelen     | 19     | Team Eifelland Caravans           | Brabham BT30 | 38 Runden   |
| NC       | François Mazet     | 22     | Sports Motor International        | Brabham BT30 | 35 Runden   |
| NC       | Carlos Reutemann   | 21     | Automovil Club Argentina          | Brabham BT30 | 35 Runden   |
| NC       | Dieter Quester     | 10     | BMW                               | BMW 269      | 19 Runden   |
| NC       | Tim Schenken       | 17     | Sports Motor International        | Brabham BT30 | 5 Runden    |
| DNA      | Jochen Rindt       | 1      | Jochen Rindt Racing               | Lotus 69     | †           |
| DNA      | Graham Hill        | 2      | Jochen Rindt Racing               | Lotus 69     |             |
| DNA      | Reine Wisell       | 6      | Publicator Racing                 | Chevron B17C |             |
| DNA      | Hubert Hahne       | 11     | BMW                               | BMW 269      |             |
| DNA      | Emerson Fittipaldi | 18     | Team Bardahl                      | Lotus 69     |             |
| DNA      | Peter Hanson       | 25     | Publicator Racing                 | Chevron B17C |             |

Fett: Fahrer mit graded Status; Fahren in Formel 1 und erhalten keine Punkte für Formel-2-Gesamtwertung.

### Saison 1971
Das II. Jochen-Rindt-Gedächtnis-Rennen im Rahmen der Formel-2-Europameisterschaft 1971 fand am 12. September 1971 statt. Das Training erfolgte am Vortag bei Sonnenschein während dreier Läufe (10:30, 14:00 und 16:30 Uhr). Ronnie Peterson, der für March fuhr, holte in 1'00.48" die Pole-Position für das Rennen, das am Nachmittag des Folgetages bei starkem Regen startete. Gefahren wurden 2×35 Runden à 2,86 Kilometer (200,2 Kilometer). Der erste Lauf ging mit 11 Sekunden Vorsprung an Peterson, hinter ihm landete sein größter Konkurrent für die Gesamtwertung Tim Schenken sowie der Österreicher Dieter Quester. Der Argentinier Carlos Reutemann, der ebenfalls noch um die Gesamtwertung fuhr, schied mit einem Kupplungsdefekt früh aus. Das zweite Rennen verlief sehr spannend: Schenken, der mit 1'10.79" die schnellste Rennrunde verzeichnete, vermochte es Peterson zu überholen und führte in einem aggressiv geführten Duell bis zur letzten Rennkurve. Dort geriet Schenken zu weit nach außen und touchierte einen Strohballen der als Abgrenzung diente und geriet ins Schleudern. Er konnte das Rennen jedoch fortsetzen und gelangte noch als zweiter ins Ziel. Mit diesem Sieg konnte Peterson seine Führung in der Formel-2-Gesamtwertung ausbauen und lag vor den verbleibenden Rennen in Albi und Vallelunga fast uneinholbar in Front.
| Position | Fahrer               | Nummer | Team                       | Fahrzeug        | Zeit        |
| -------- | -------------------- | ------ | -------------------------- | --------------- | ----------- |
| 1        | Ronnie Peterson      | 8      | Smog March Racing Division | March 712M      | 1:24'32.26" |
| 2        | Tim Schenken         | 9      | Rondel Racing              | Brabham BT      | 1:24'59.91" |
| 3        | Dieter Quester       | 7      | Team Eifelland Caravans    | March 712M      | 1:25'12.94" |
| 4        | Wilson Fittipaldi    | 19     | Team Bardahl               | March 712M      | 1:25'44.29" |
| 5        | John Watson          | 24     | privat                     | Brabham BT30    | 69 Runden   |
| 6        | Bob Wollek           | 17     | Rondel Racing              | Brabham BT36    | 69 Runden   |
| 7        | Tetsu Ikuzawa        | 14     | privat                     | Lotus 69        | 69 Runden   |
| 8        | Peter Westbury       | 25     | F.I.R.S.T.                 | Brabham BT36    | 68 Runden   |
| 9        | Patrick Depailler    | 4      | Equipe Elf Tecno           | Tecno TF71      | 69 Runden   |
| 10       | Jean-Pierre Jaussaud | 20     | Shell Arnold               | March 712M      | 68 Runden   |
| 11       | François Cevert      | 3      | Equipe Elf Tecno           | Tecno TF71      | 68 Runden   |
| 12       | Carlos Ruesch        | 26     | Automóvil Club Argentino   | Brabham BT36    | 68 Runden   |
| 13       | Carlos Pace          | 5      | Frank Williams Racing Cars | March 712M      | 68 Runden   |
| NC       | Ernesto Brambilla    | 22     | privat                     | March 712M      | 65 Runden   |
| NC       | Claudio Francisci    | 6      | Racing Team IRIS Ceramiche | Tecno TF70      | 46 Runden   |
| NC       | Niki Lauda           | 11     | Bosch Racing Team          | March 712M      | 40 Runden   |
| NC       | Giovanni Salvati     | 18     | Scuderia Ala d’Oro         | March 712M      | 36 Runden   |
| NC       | Nanni Galli          | 1      | Racing Team IRIS Ceramiche | Tecno TF70      | 23 Runden   |
| NC       | Carlos Reutemann     | 12     | Automóvil Club Argentino   | Brabham BT36    | 9 Runden    |
| NC       | Henri Pescarolo      | 2      | Frank Williams Racing Cars | March 712M      | 0 Runden    |
| DNA      | Helmut Marko         | 10     | Ecurie Bonnier             | March 712M      |             |
| DNA      | Reine Wisell         | 15     | LIRA Team Lotus            | Lotus 69        |             |
| DNA      | Silvio Moser         | 16     | Jolly Club                 | Brabham BT30/36 |             |
| DNA      | Giancarlo Naddeo     | 21     | Scuderia Ala d’Oro         | March 712M      |             |
| DNA      | Bernd Terbeck        | 23     | privat                     | Brabham BT36    |             |

Während der Formel-2-Europameisterschaft 1971 traten weniger Fahrer aus der Formel 1 an als in den Jahren davor. Beim Flugplatzrennen in Tulln-Langenlebarn waren gar keine Fahrer mit graded-Status am Start (diese haben bereits Punkte in der Formel 1 geholt und erhalten daher keine Punkte für die Formel-2-Gesamtwertung. In der laufenden Saison wären dies z. B. Emerson Fittipaldi oder Graham Hill, die aber beide nicht am Start waren).